# Bourg-Saint-Christophe
Bourg-Saint-Christophe är en kommun i departementet Ain i regionen Auvergne-Rhône-Alpes i östra Frankrike. Kommunen ligger  i kantonen Meximieux som ligger i arrondissementet Bourg-en-Bresse. Kommunens areal är 8,98 km². År 2022 hade Bourg-Saint-Christophe 1 540 invånare.

## Befolkningsutveckling
Antalet invånare i kommunen Bourg-Saint-Christophe
Referens: INSEE